# Сентаво

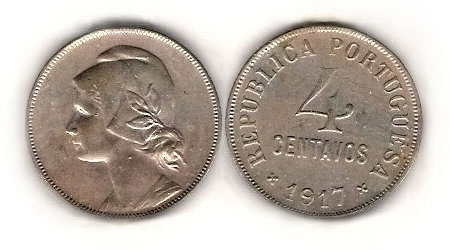
4 сентаво, Португалия, 1917 год

Сента́во (исп. и порт. centavo) — разменная денежная единица ряда испано- и португалоязычных стран, во всех случаях равная 1⁄100 базовой валюты. Название происходит от лат. сentum, что означает «сто».

## Современные валюты, состоящие из сентаво

### Сентаво участвует в обращении в форме монет
| Государство / территория | Валюта                 | Разменная единица | Номиналы в обращении                |
| ------------------------ | ---------------------- | ----------------- | ----------------------------------- |
| Аргентина                | Аргентинское песо      | исп. centavo      | монеты: 1, 5, 10, 25, 50 сентаво    |
| Боливия                  | Боливиано              | исп. centavo      | монеты: 10, 20, 50 сентаво          |
| Бразилия                 | Бразильский реал       | порт. centavo     | монеты: 1, 5, 10, 25, 50 сентаво    |
| Восточный Тимор          | Доллар США             | порт. centavo     | монеты: 1, 5, 10, 25, 50 сентаво    |
| Гватемала                | Гватемальский кетсаль  | исп. centavo      | монеты: 1, 5, 10, 25, 50 сентаво    |
| Гондурас                 | Гондурасская лемпира   | исп. centavo      | монеты: 1, 2, 5, 10, 20, 50 сентаво |
| Куба                     | Кубинское песо         | исп. centavo      | монеты: 1, 2, 5, 20 сентаво         |
| Куба                     | Конвертируемое песо    | исп. centavo      | монеты: 5, 10, 25, 50 сентаво       |
| Мексика                  | Мексиканское песо      | исп. centavo      | монеты: 5, 10, 20, 50 сентаво       |
| Мозамбик                 | Мозамбикский метикал   | порт. centavo     | монеты: 1, 5, 10, 50 сентаво        |
| Никарагуа                | Никарагуанская кордоба | исп. centavo      | монеты: 5, 10, 25, 50 сентаво       |
| Эквадор                  | Доллар США             | исп. centavo      | монеты: 1, 5, 10, 25, 50 сентаво    |

### Сентаво —счётная денежная единица
| Государство / территория | Валюта             | Разменная единица | Номиналы в обращении |
| ------------------------ | ------------------ | ----------------- | -------------------- |
| Доминиканская Республика | Доминиканское песо | исп. centavo      | отсутствуют          |
| Кабо-Верде               | Эскудо Кабо-Верде  | порт. centavo     | отсутствуют          |
| Колумбия                 | Колумбийское песо  | исп. centavo      | отсутствуют          |
| САДР                     | Сахарская песета   | исп. centavo      | отсутствуют          |
| Чили                     | Чилийское песо     | исп. centavo      | отсутствуют          |

## Валюты, ранее состоявшие из сентаво

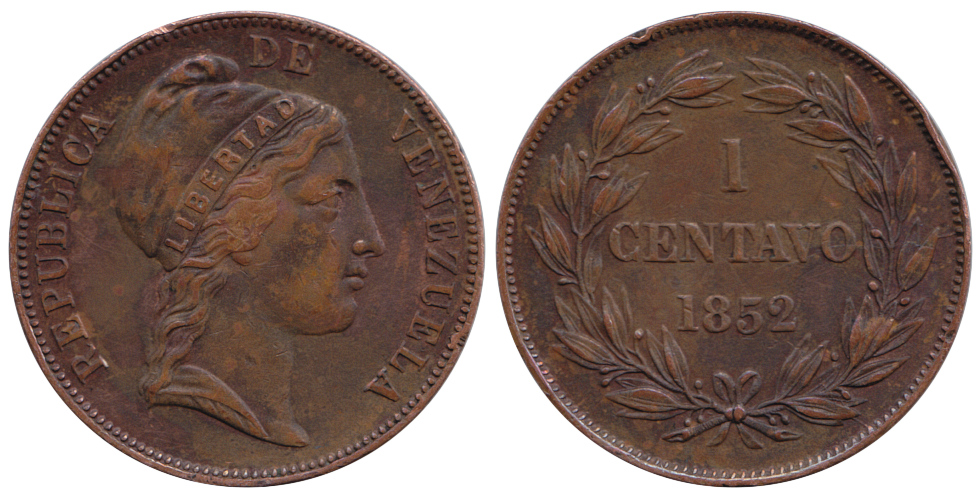
1 сентаво 1852 года, 1/100 часть венесуэльского песо.

### Валюты, вышедшие из обращения
- Аргентинский аустраль (1985—1991)
- Венесуэльское песо (1843—1874)
- Венесолано (1874—1879)
- Песо Гвинеи-Бисау (1976—1997) — с 1997 Гвинея-Бисау перешла на франк КФА BCEAO (= 100 сантимов)
- Коста-риканское песо (1850—1896) — номиналы в сентаво с 1864 года, после введения десятичной системы
- Перуанский соль (1863—1985) — заменён в 1985 году на инти (= 100 сентимо), затем — на новый соль (= 100 сентимо)
- Португальский эскудо (1911—2002) — монеты в сентаво выпускались до 1979 года, в 2002 Португалия перешла на евро
  - валюты колоний Португалии
    -  Ангольский эскудо (1914—1928 и 1958—1975)
    -  Анголар (1926—1958) — делился на 100 сентаво или 20 макут (1 макута = 5 сентаво)
    -  Гвинейский эскудо (1914—1973)
    -  Эскудо Островов Зелёного Мыса (1914—1975)
    -  Мозамбикский эскудо (1914—1975)
    -  Эскудо Португальской Индии (1958—1961)
    -  Эскудо Сан-Томе и Принсипи (1914—1975)
    -  Тиморский эскудо (1959—1975)

  - валюты бывших колоний Португалии как валюты независимых государств
    -  Ангольский эскудо (1975—1977) — заменён кванзой (= 100 лвея, позднее = 100 сентимо)
    -  Гвинейский эскудо (1973—1976) — заменён на песо Гвинеи-Бисау
    -  Эскудо Островов Зелёного Мыса (1975—1977) — заменён на эскудо Кабо-Верде
    -  Мозамбикский эскудо (1975—1980) — заменён на метикал
    -  Эскудо Сан-Томе и Принсипи (1975—1977) — заменён на добру
- Пуэрто-риканское песо (1812—1898)
- Пуэрто-риканский доллар (1898—1913)
- Сальвадорское песо (1877—1919)

### Валюты, ещё являющиеся законными средствами платежа
- Сальвадорский колон (1919—2004) — заменён долларом США в 2004 году; остаётся законным средством платежа, но постепенно изымается из обращения[17].

### Иные случаи
- Коста-риканский колон (1917—1920) — в другие годы использовался сентимо, ныне — только в качестве счётной единицы.
- Филиппинское песо (1903—1966) — в другие годы использовался сентимо.